# Leucauge papuana
Leucauge papuana är en spindelart som beskrevs av Kulczynski 1911. Leucauge papuana ingår i släktet Leucauge och familjen käkspindlar. Inga underarter finns listade i Catalogue of Life.